# Parallelia isotima
Parallelia isotima är en fjärilsart som beskrevs av Louis Beethoven Prout 1919. Parallelia isotima ingår i släktet Parallelia och familjen nattflyn. Inga underarter finns listade i Catalogue of Life.